# TGV Sud-Est
La flota Sud-Est fue construida entre 1978 y 1988 con el objetivo de encargarse del primer servicio del TGV, que comenzó a funcionar en la LGV Sud-Est entre París y Lyon en 1981. Actualmente hay 107 unidades de pasajeros operativas, de las cuales, nueve son tri-tensión (la tercera tensión son los 15 kV, 16 2/3 Hz CA para las líneas suizas) y el resto bi-tensión. Hay también 7 composiciones bi-tensión sin asientos preparadas para transportar correo postal para La Poste entre París y Lyon. Estos trenes son bastante peculiares, debido en parte a sus colores amarillentos.
Cada configuración consta de 2 cabezas tractoras y 8 remolques de pasajeros con 345 plazas sentadas. Con un bogie con tracción en cada uno de los coches adyacentes a las cabezas. Miden 200 m de longitud y 2,81 m de ancho, su peso es de 385 ton y tienen una potencia de salida de 6450 kW a 25 kV de tensión.
Inicialmente, este modelo fue construido para viajar a 270 km/h, pero la mayoría fueron actualizados para los 300 km/h durante su restauración a mitad de vida, preparándolos para la apertura de la LGV Mediterranée. Unas pocas configuraciones que aún mantienen la velocidad máxima de 270 km/h operan en esas rutas, que en comparación con una LAV, suponen una distancia relativamente corta, como es el caso del enlace con Suiza a través de Dijón. SNCF no cree que deba realizarse un desembolso económico destinado a la actualización de estos modelos, ya que el aumento de la velocidad apenas reduciría el tiempo de viaje.
En 2021, todas las unidades del TGV Sud-Est fueron retiradas al finalizar el ciclo, llevan más de 40 años de servicio.
- Datos: Q288991
- Multimedia: TGV PSE / Q288991